# Bolitoglossa striatula
Bolitoglossa striatula là một loài kỳ giông trong họ Plethodontidae.
Nó được tìm thấy ở Costa Rica, Honduras, và Nicaragua.
Các môi trường sống tự nhiên của chúng là các khu rừng ẩm ướt đất thấp nhiệt đới hoặc cận nhiệt đới, các khu rừng vùng núi ẩm nhiệt đới hoặc cận nhiệt đới, đầm nước ngọt, và các đồn điền.
Nó bị đe dọa do mất môi trường sống.